# Aaron Bushnell
Aaron Bushnell (Massachusetts, 1998 - Washington DC, 25 de febrer de 2024) va ser un militar estatunidenc, integrant de les Forces Aèries dels Estats Units d'Amèrica, que es va suïcidar autoimmolant-se davant l'ambaixada d'Israel als Estats Units d'Amèrica, manifestant que protestava pel «que la gent ha estat vivint a Palestina en mans dels seus colonitzadors», referint-se a l'actuació de l'exèrcit israelià durant la guerra entre Israel i Gaza de 2023, i va declarar que «ja no serà còmplice del genocidi» abans de ruixar-se amb un líquid inflamable i encendre's foc. Durant la combustió va cridar repetidament «Palestina lliure!» mentre els serveis d'emergències locals arribaven al lloc dels fets. L'acte es va retransmetre en directe a Twitch. El Departament de Policia Metropolitana de DC va respondre per ajudar el Servei Secret dels Estats Units després que s'incendiés i fos transportat en estat crític a un hospital local. La policia de Washington DC va confirmar la mort de Bushnell l'endemà. Aquesta va ser la segona autoimmolació de protesta per la guerra en una estació diplomàtica israeliana als Estats Units, amb un altre manifestant incendiant-se al consolat d'Atlanta al desembre de 2023.

## Orígens i trajectòria
Nascut el 1998 a l'estat de Massachusetts, el maig de 2020 va començar la carrera a les Forces Aèries dels Estats Units d'Amèrica (USAF), després d'haver fet formació bàsica i tècnica. Va ser format com a tècnic de sistemes de clients, després d'haver estat format en ciberseguretat. Més tard va treballar com a enginyer DevOps de la USAF a San Antonio (Texas), i estava cursant una llicenciatura en enginyeria de programari a la Universitat del Sud de Nou Hampshire. Un amic de Bushnell el va descriure com "el nen més amable i més simple" que lluitava constantment per «l'alliberament per a tothom amb un somriure a la cara".

## Immolació
A molts de nosaltres ens agrada preguntar-nos: "Què faria jo si estigués viu durant l'esclavitud? O al Jim Crow del Sud? O a l'apartheid? Què faria jo si el meu país estigués cometent un genocidi?" La resposta és que ho estàs fent. Ara mateix.

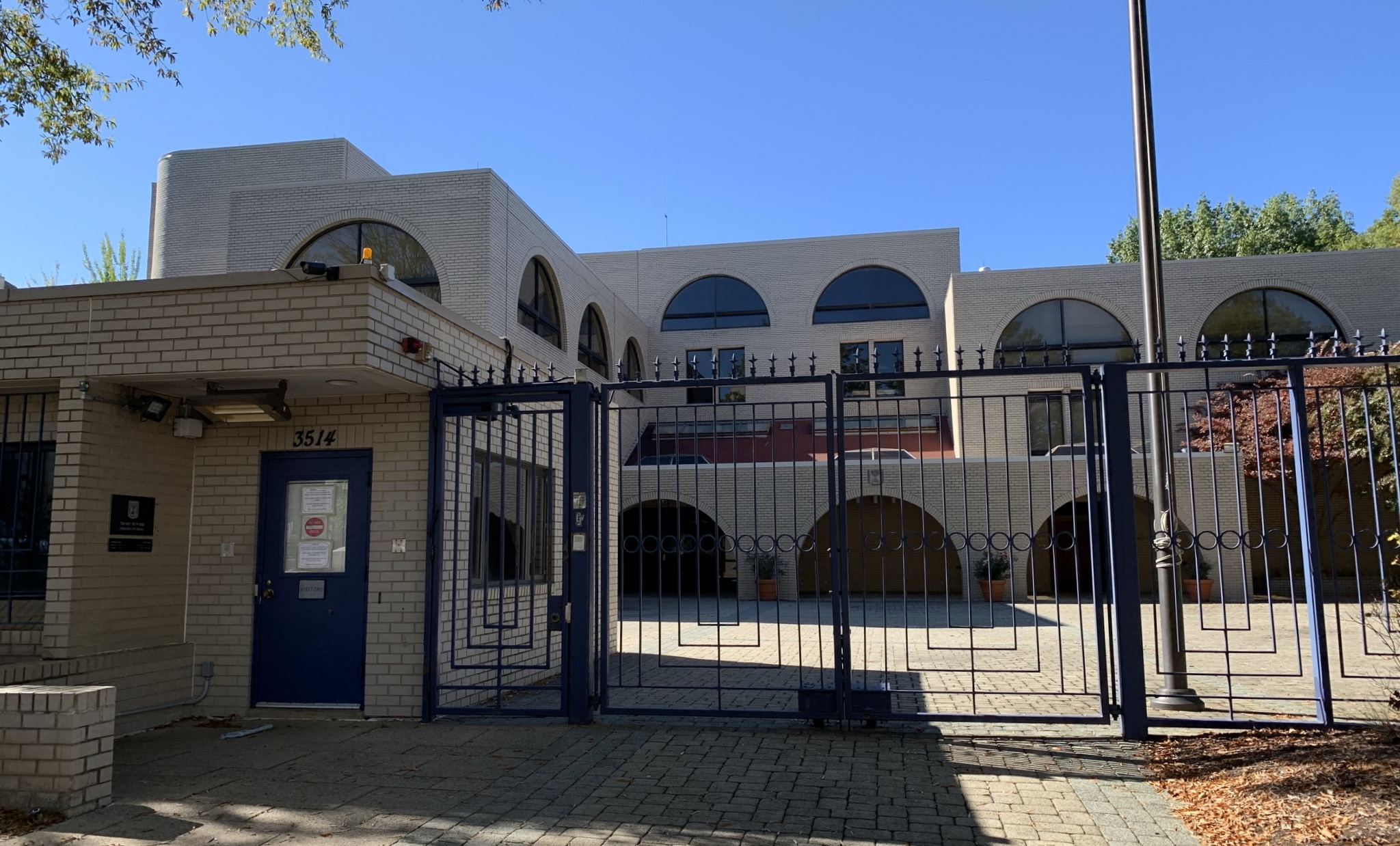
Porta principal de l'ambaixada d'Israel, on Bushnell es va autoimmolar

Bushnell va enviar un missatge als mitjans de comunicació abans de la seva planificada autoimmolació on va escriure: «Avui, estic planejant participar en un acte extrem de protesta contra el genocidi del poble palestí».
El 25 de febrer de 2024, a les 12:58 aproximadament, hora local de Washington DC, es va acostar a l'ambaixada d'Israel als Estats Units d'Amèrica amb la intenció d'immolar-se com a acte de protesta contra el genocidi comès per Israel durant la guerra entre Israel i Gaza. També havia creat un compte de Twitch amb el nom de «LillyAnarKitty» amb una bandera palestina com a bàner de perfil amb el títol «Free Palestine». Durant la transmissió en directe, va dir: «Sóc un membre en servei actiu de la Força Aèria dels Estats Units. I ja no seré còmplice del genocidi. Estic a punt de participar en un acte de protesta extrem. Però en comparació amb el que la gent ha estat experimentant a Palestina a les mans dels seus colonitzadors, no és gens extrem. Això és el que la nostra classe dirigent ha decidit que serà normal» mentre caminava cap a l'ambaixada d'Israel.
Fora de les portes de l'ambaixada, va fixar-hi la càmera i es va col·locar davant de les portes. Es va abocar gasolina sobre ell mateix i va exclamar «Palestina lliure!». Un oficial de seguretat es va acostar a Bushnell i li va preguntar si necessitava ajuda, però va ser ignorat.
Després d'encendre's, Bushnell va cridar repetidament «Palestina lliure!» mentre cremava, fins que va caure a terra. L'agent de seguretat va demanar ajuda per ràdio. Un altre agent de policia es va apropar al lloc dels fets, apuntant amb una pistola a Bushnell fora de la càmera i li va ordenar que «pugés a terra» diverses vegades, mentre un altre agent crida «No necessito pistoles, necessito extintors». Diversos agents van respondre al lloc dels fets i van utilitzar extintors a Bushnell. Va ser transportat pel DC Fire i EMS a un hospital local, on més tard va morir a causa de les seves ferides.

## Investigació
El Servei Secret estatunidenc, el Departament de Policia Metropolitana i l'Oficina d'Alcohol, Tabac, Armes de Foc i Explosius van anunciar que investigarien l'incident. La policia metropolitana es va negar a confirmar l'autenticitat de la transmissió en directe i la força aèria dels EUA va citar polítiques de notificació familiar mentre es va negar a parlar inicialment de la situació. Es va enviar una unitat d'eliminació de bombes per investigar les preocupacions d'un vehicle sospitós que podria haver estat connectat a Bushnell. Més tard, la zona es va declarar segura després que no es va descobrir res perillós.
Departament de Policia Metropolitana va donar un informe als periodistes en el qual s'afirmava que Bushnell patia signes d'angoixa mental abans que el Servei Secret pogués arribar a ell. Aquest organisme també havia rebut una trucada sobre un individu que presentava signes d'angoixa mental.

## Conseqüències
Twitch va eliminar la transmissió en directe de Bushnell a causa de violacions de les directrius, amb una versió censurada de la transmissió en directe carregada per un periodista a Twitter. Un portaveu de l'ambaixada israeliana va fer un comunicat dient que cap membre del personal va resultar ferit en l'incident. Després de la seva autoimmolació, Bushnell va rebre elogis d'activistes com Aya Hijazi, Dyab Abou Jahjah, així com de la candidata del Partit Verd dels Estats Units Jill Stein, tots els quals van retre homenatge després de la seva mort. Mentre que alguns consideraven el seu acte com heroic i sacrificat, d'altres consideraven que Bushnell havia recorregut a mesures extremes suïcidant-se com a mitjà de protesta.